# Juninho Valoura
Paulo Roberto Valoura Junior, mais conhecido como Juninho Valoura, (Rio de Janeiro, 20 de março de 1986), é um ex-futebolista brasileiro, que atuava como meio-campista. 

## Carreira

### Categorias de Base
Juninho começou sua carreira nas categorias de base do Madureira e do America.

### Serrano
Seu primeiro clube como profissional foi o Serrano de Petrópolis, em 2007.

### Duque de Caxias
No mesmo ano, se transferiu para o Duque de Caxias, onde ficou até 2014.

### América Mineiro
A única temporada em que Juninho não esteve no elenco do Duque de Caxias foi em 2013, quando, por indicação do técnico Vinícius Eutrópio, foi contratado por empréstimo pelo América Mineiro. No time de Minas Gerais, Juninho não teve muitas oportunidades e marcou somente 1 gol.

### Retorno ao Duque de Caxias
Em 2014, retorna ao Duque de Caxias após ser emprestado ao América Mineiro. No Duque de Caxias repete as boas atuações e marca 3 gols na campanha do Campeonato Carioca, porém não consegue evitar o rebaixamento da equipe da Baixada Fluminense. Se destacou na partida contra o Fluminense, marcou um gol de falta e a partida ficou empatada em 2x2.

### Tombense
Após a disputa do Campeonato Carioca, Juninho optou por não renovar seu contrato com o Tricolor da Baixada e acertou com o Tombense para a disputa da Série D do Campeonato Brasileiro, onde disputou as 15 partidas da competição, sagrando-se campeão do torneio.

### Macaé
Acertou no fim de 2014, com o Macaé, para a temporada de 2015. 
No Campeonato Carioca de 2015, Juninho marcou um belo gol de falta contra o Fluminense, que garantiu a vitória do Macaé por 1x0. No Brasileirão Série B marcou belo gol de falta contra o Luverdense, na derrota do time carioca por 1x3.

### Bahia
Em 31 de dezembro de 2015, foi anunciado como novo reforço do Esporte Clube Bahia para temporada, com duração de contrato de dois anos. 
No clube Baiano vem se destacando com gols e assistências, e uma de suas especialidades e a cobrança de falta. Contra o Londrina, marcou um golaço de falta, batendo com muita precisão e categoria. E na bola parada marcou um gol olímpico contra o Goiás. Marcou gol de falta contra o CRB, batendo forte e colocado, sem chances para o goleiro, e a partida ficou empatada em 2x2. Marcou um bonito gol de falta contra o Tupi, na goleada do Bahia por 4 x 0 pela série B, a bola desviou entrou. Marcou mais um gol de falta, contra o Vila Nova GO, batendo forte no canto do goleiro, garantindo a vitória do Bahia por 1x0. No final do ano de 2016, sondado pelo Internacional , Juninho ao contrário do que muitos esperavam , decidiu ficar no Esporte Clube Bahia, por amor à camisa, e renovou com a camisa tricolor por mais 1 ano.
Contra o Jacobina, pelo Campeonato Baiano 2017, fez um lindo gol de falta, cobrando com muito categoria, sem chances para o goleiro. Decretando a vitória por 2x0 do Bahia. O primeiro triunfo no "Baianão". No dia 19 de julho de 2017, Juninho marca os dois gols do Bahia no triunfo contra o Atlético Mineiro por 2 x 0 em Belo Horizonte no Estádio Independência.

### Ceará
Em 2018, jogou pelo Ceará emprestado pelo Bahia.
No final de dezembro de 2018, Juninho estendeu seu empréstimo com o Ceará, dividindo o passe dele em 50% para o Bahia, e 50% para o Ceará, em 2020, seu contrato com o Alvinegro, se torna em definitivo.
No final de abril, após a contratação de Enderson Moreira para ser o novo treinador do Ceará, o jogador foi avisado que não seria mais usado como era com Lisca, e pediu para deixar o clube.

### Fortaleza
Após a volta de empréstimo para o Bahia, o Fortaleza anunciou no dia 30 de abril de 2019, a contratação de Juninho até o final da temporada.
No final de 2019, com seu contrato com o Bahia chegando ao fim, Juninho assinou contrato com o Fortaleza até o fim de 2021.

### Aposentadoria
Anunciou sua aposentadoria em 2024, pós fim de contrato com o CSA, anunciando de forma oficial através de um post em suas redes sociais.

## Estatísticas
Até 20 de dezembro de 2020.

### Clubes
| Clube             | Temporada         | Campeonato nacional | Campeonato nacional | Campeonato nacional | Copa nacional[a] | Copa nacional[a] | Copa nacional[a] | Competições continentais[b] | Competições continentais[b] | Competições continentais[b] | Outros torneios[c] | Outros torneios[c] | Outros torneios[c] | Total | Total | Total   |
| Clube             | Temporada         | Jogos               | Gols                | Assist.             | Jogos            | Gols             | Assist.          | Jogos                       | Gols                        | Assist.                     | Jogos              | Gols               | Assist.            | Jogos | Gols  | Assist. |
| ----------------- | ----------------- | ------------------- | ------------------- | ------------------- | ---------------- | ---------------- | ---------------- | --------------------------- | --------------------------- | --------------------------- | ------------------ | ------------------ | ------------------ | ----- | ----- | ------- |
| Serrano           | 2007              | —                   | —                   | —                   | —                | —                | —                | —                           | —                           | —                           | 0                  | 0                  | 0                  | 0     | 0     | 0       |
| Serrano           | Total             | 0                   | 0                   | 0                   | 0                | 0                | 0                | 0                           | 0                           | 0                           | 0                  | 0                  | 0                  | 0     | 0     | 0       |
| Duque de Caxias   | 2007              | —                   | —                   | —                   | —                | —                | —                | —                           | —                           | —                           | 0                  | 0                  | 0                  | 0     | 0     | 0       |
| Duque de Caxias   | 2008              | —                   | —                   | —                   | —                | —                | —                | —                           | —                           | —                           | 0                  | 0                  | 0                  | 0     | 0     | 0       |
| Duque de Caxias   | 2009              | 27                  | 2                   | 0                   | —                | —                | —                | —                           | —                           | —                           | 13                 | 1                  | 0                  | 40    | 3     | 0       |
| Duque de Caxias   | 2010              | 19                  | 0                   | 0                   | —                | —                | —                | —                           | —                           | —                           | 17                 | 2                  | 0                  | 36    | 2     | 0       |
| Duque de Caxias   | 2011              | 12                  | 0                   | 0                   | —                | —                | —                | —                           | —                           | —                           | 14                 | 4                  | 0                  | 26    | 4     | 0       |
| Duque de Caxias   | 2012              | 19                  | 3                   | 0                   | —                | —                | —                | —                           | —                           | —                           | 14                 | 0                  | 0                  | 33    | 3     | 0       |
| Duque de Caxias   | Total             | 77                  | 5                   | 0                   | 0                | 0                | 0                | 0                           | 0                           | 0                           | 58                 | 7                  | 0                  | 135   | 12    | 0       |
| América Mineiro   | 2013              | 7                   | 0                   | 0                   | 4                | 0                | 0                | —                           | —                           | —                           | 9                  | 1                  | 0                  | 20    | 1     | 0       |
| América Mineiro   | Total             | 7                   | 0                   | 0                   | 4                | 0                | 0                | 0                           | 0                           | 0                           | 9                  | 1                  | 0                  | 20    | 1     | 0       |
| Duque de Caxias   | 2014              | —                   | —                   | —                   | —                | —                | —                | —                           | —                           | —                           | 15                 | 3                  | 0                  | 15    | 3     | 0       |
| Duque de Caxias   | Total             | 0                   | 0                   | 0                   | 0                | 0                | 0                | 0                           | 0                           | 0                           | 15                 | 3                  | 0                  | 15    | 3     | 0       |
| Tombense          | 2014              | 15                  | 0                   | 0                   | —                | —                | —                | —                           | —                           | —                           | —                  | —                  | —                  | 15    | 0     | 0       |
| Tombense          | Total             | 15                  | 0                   | 0                   | 0                | 0                | 0                | 0                           | 0                           | 0                           | 0                  | 0                  | 0                  | 15    | 0     | 0       |
| Macaé             | 2015              | 37                  | 5                   | 6                   | —                | —                | —                | —                           | —                           | —                           | 14                 | 1                  | 0                  | 51    | 6     | 6       |
| Macaé             | Total             | 37                  | 5                   | 6                   | 0                | 0                | 0                | 0                           | 0                           | 0                           | 14                 | 1                  | 0                  | 51    | 6     | 6       |
| Bahia             | 2016              | 33                  | 6                   | 1                   | 3                | 0                | 0                | —                           | —                           | —                           | 19                 | 5                  | 0                  | 55    | 11    | 3       |
| Bahia             | 2017              | 28                  | 2                   | 3                   | 1                | 0                | 0                | —                           | —                           | —                           | 22                 | 3                  | 0                  | 51    | 5     | 1       |
| Bahia             | Total             | 61                  | 8                   | 4                   | 4                | 0                | 0                | 0                           | 0                           | 0                           | 41                 | 8                  | 0                  | 106   | 16    | 4       |
| Ceará             | 2018              | 16                  | 1                   | 0                   | 4                | 1                | 0                | —                           | —                           | —                           | 16                 | 1                  | 1                  | 36    | 3     | 1       |
| Ceará             | 2019              | 0                   | 0                   | 0                   | 4                | 1                | 0                | —                           | —                           | —                           | 13                 | 1                  | 2                  | 17    | 2     | 2       |
| Ceará             | Total             | 16                  | 1                   | 0                   | 8                | 2                | 0                | 0                           | 0                           | 0                           | 29                 | 2                  | 3                  | 53    | 5     | 3       |
| Fortaleza         | 2019              | 32                  | 3                   | 6                   | —                | —                | —                | —                           | —                           | —                           | —                  | —                  | —                  | 32    | 3     | 6       |
| Fortaleza         | 2020              | 25                  | 2                   | 3                   | 2                | 0                | 2                | 2                           | 1                           | 0                           | 14                 | 1                  | 3                  | 43    | 4     | 8       |
| Fortaleza         | Total             | 57                  | 5                   | 9                   | 2                | 0                | 2                | 2                           | 1                           | 0                           | 14                 | 1                  | 3                  | 75    | 7     | 14      |
| Total na carreira | Total na carreira | 268                 | 24                  | 19                  | 18               | 2                | 2                | 2                           | 1                           | 0                           | 180                | 23                 | 6                  | 468   | 50    | 27      |

- a. ^ Jogos da Copa do Brasil
- b. ^ Jogos da Copa Sul-Americana
- c. ^ Jogos do Campeonato Carioca, Campeonato Baiano, Copa do Nordeste e Campeonato Cearense

### Cobranças de falta
Juninho se destaca no quesito "bola parada". É um jogador que possui um chute forte e colocado. No Bahia por enquanto anotou 6 gols de falta. Sendo um deles olímpico.
Gols de bola parada: Duque de Caxias
| Data               | Adversário | Placar | Competição         | Estilo |
| ------------------ | ---------- | ------ | ------------------ | ------ |
| 9 de março de 2014 | Fluminense | 2–2    | Campeonato Carioca | Falta  |

Gols de bola parada: Macaé
| Data                  | Adversário | Placar | Competição          | Estilo |
| --------------------- | ---------- | ------ | ------------------- | ------ |
| 15 de março de 2015   | Fluminense | 1–0    | Campeonato Carioca  | Falta  |
| 4 de setembro de 2015 | Luverdense | 1–3    | Brasileirão série B | Falta  |

Gols de bola parada: Bahia
| Data                   | Adversário   | Placar | Competição          | Estilo   |
| ---------------------- | ------------ | ------ | ------------------- | -------- |
| 18 de junho de 2016    | Londrina     | 1–2    | Brasileirão série B | Falta    |
| 26 de setembro de 2016 | CRB          | 2–2    | Brasileirão série B | Falta    |
| 17 de setembro de 2016 | Goiás        | 4–2    | Brasileirão série B | Olímpico |
| 9 de outubro de 2016   | Tupi MG      | 4–0    | Brasileirão série B | Falta    |
| 4 de novembro de 2016  | Vila Nova-GO | 0–1    | Brasileirão série B | Falta    |
| 29 de janeiro de 2017  | Jacobina     | 2–0    | Campeonato Baiano   | Falta    |

## Títulos
Tombense
- Campeonato Brasileiro Série D: 2014

Bahia
- Copa do Nordeste: 2017

Ceará
- Campeonato Cearense: 2018

Fortaleza
- Campeonato Cearense: 2020

CSA
- Copa Alagoas: 2024

## Prêmios individuais
- Seleção do Campeonato Baiano de Futebol de 2016
- Seleção do Campeonato Baiano de Futebol de 2017
- Seleção da Copa do Nordeste 2016